# Jean Étienne Clément-Lacoste
Pour les articles homonymes, voir Clément.
Jean Étienne Clément-Lacoste, né le 27 décembre 1773 à Romans et mort le 27 avril 1814 à Paris, est un général français de la Révolution et de l’Empire.

## Biographie
Il entre en service le 12 août 1792 dans le 9e bataillon de volontaires de la Drôme et est envoyé à l’armée des Alpes avec le grade de lieutenant. Il assiste au siège de Toulon sous les ordres du général Dugommier, puis il suit son chef à l’armée des Pyrénées-Orientales et est nommé adjudant-major le 12 février 1794. Il est blessé le 6 mai 1794 à la bataille de Saint-Laurent de la Mouga. Il passe à l’armée d’Italie, sous les ordres de Bonaparte, et il se distingue à la bataille du pont d'Arcole en novembre 1796. Il est promu capitaine le 10 octobre 1797 dans la 2e demi-brigade d’infanterie légère. Affecté à l’armée d’Orient, il se signale au siège de Saint-Jean-d’Acre, où il est blessé d’un coup de feu le 28 mars 1799. Son intrépidité lui vaut le grade de chef de bataillon le 2 octobre 1799. Il est au combat de Damiette le 1er novembre 1799 et a la jambe cassée lors de la bataille de Canope le 21 mars 1801.
De retour en France, Clément-Lacoste est en garnison à Genève de 1801 à 1803 et est promu major le 3 novembre 1803 au 96e régiment d’infanterie de ligne. Il est fait chevalier de la Légion d’honneur le 26 mars 1804. Il participe aux campagnes d’Autriche en 1805, de Prusse et de Pologne en 1806 et 1807. Il combat à la bataille d'Eylau le 8 février 1807 et sa brillante conduite fait qu’il est nommé colonel le 30 mars 1807 au 27e régiment d’infanterie légère. 
En 1808, il est envoyé en Espagne, où il se signale de nouveau à la prise de Santander le 23 juin, au combat de Bilbao le 17 juillet, à la bataille de Balmaseda le 5 novembre, à la bataille de Burgos le 10 novembre et à la bataille d'Espinosa le 11 novembre. Il est créé baron de l’Empire le 15 août 1809 et participe à la bataille d'Ocaña le 19 novembre. Il est promu commandeur de la Légion d'honneur le 23 janvier 1811 puis général de brigade le 30 mai 1813. Le 4 septembre de la même année, il devient adjudant-général de la Garde impériale, et le 10 décembre 1813, il commande la 1re brigade de la 1re division d’infanterie de la Jeune Garde.
Il fait la campagne de France dans le département de la Marne et est blessé le 7 mars 1814 à la bataille de Craonne. Il meurt de ses blessures le 27 avril 1814 à Paris.

## Armoiries
| Figure | Nom du baron et blasonnement |
| ------ | --- |
|        | Armes du baron Jean Étienne Clément-Lacoste et de l'Empire, décret du 19 mars 1808, lettres patentes du 15 août 1809, commandeur de la Légion d'honneur Écartelé au premier d'or, à la forteresse de sable, flanquée de deux tours du même, celle à sénestre en ruines, accostée d'un foudre de gueules, mouvant du canton sénestre en chef ; au deuxième des barons tirés de l'armée ; au troisième d'azur aux trois pyramides d'or adextrées d'un palmier du même, le tout soutenu d'une terrasse aussi d'or et surmonté à sénestre en chef d'un croissant d'argent, les pointes tournées à dextre ; au quatrième d'argent au chevron de gueules accompagné de trois étoiles du même - Livrées : les couleurs de l'écu. |

## Sources
- (en) « Generals Who Served in the French Army during the Period 1789 - 1814: Eberle to Exelmans »
- Thierry Pouliquen, « Les généraux français et étrangers ayant servis [sic] dans la Grande Armée » (consulté le 18 février 2014)
- Société de gens de lettres, Biographie universelle, ancienne et moderne ..., Éd. (revue), corrigée et considérablement augmentée, vol.11, H. Ode, 1843, 734 p. (lire en ligne), p. 19.